# Pescopagano
Pescopagano (Piscupagàne in dialetto locale) è un comune italiano di 1 606 abitanti della provincia di Potenza in Basilicata. È stato insignito della medaglia d’oro al merito civile il 9 novembre 2005 dal Presidente della Repubblica Carlo Azeglio Ciampi per atti di abnegazione dopo il terremoto dell'Irpinia.

## Geografia fisica

### Territorio
Ha un'estensione territoriale di 69 km² e presenta un territorio quasi totalmente montuoso.
Pescopagano è il paese della Basilicata situato più a ovest, ed è anche uno dei pochi centri in Basilicata che confina con due province (quelle di Avellino e Salerno, entrambe in Campania). È attraversato dalla Via Appia Nuova (che nel centro abitato prende la denominazione di Via Nazionale), strada statale che collega Roma a Brindisi. Pescopagano si trova immerso nel verde, a picco su una rupe che domina tutta la valle dell'Ofanto; pertanto dal castello di Pescopagano si può godere di un ampio belvedere, con una vista che spazia per oltre 25 km nella valle sottostante.
Pescopagano funge da vero e proprio passante tra l'Irpinia e la Basilicata: nonostante sia posto in Basilicata, tradizioni, origini storiche e forme dialettali soprattutto risentono della cultura irpina.

### Clima
Per la sua altitudine, Pescopagano ha un clima piuttosto rigido d'inverno (non mancano mai le nevicate) e delle estati fresche ma soleggiate.

## Storia
Le sue origini sono molto antiche. I primi segni d'agglomerati umani si collocano intorno alle antichissime laure di questo territorio, vicino alle acque dei fiumi e dei ruscelli. Queste zone furono per molto tempo tormentate dalle guerre sannitiche, dalle spedizioni di Pirro e dalla guerra di Roma contro Annibale che aveva trovato a Conza un importante punto d'appoggio. Il territorio, nel 555 d.C., fu occupato dai Goti  e poi dai Longobardi e tra il IX e X secolo fu più volte attaccato dai Saraceni. A causa loro, gli abitanti di Conza e dei casali vicini si rifugiarono sulla rocca più alta, ideale dal punto di vista strategico.
Il paese si chiamò Petra (macigno) Pagana (per la persistenza di un culto pagano documentato archeologicamente da idoli e iscrizioni dedicate al dio Silvano). Nell'867 i Saraceni costruirono un fortilizio. Nell'età normanno-sveva appartenne alla contea di Balvano. Nel 1278 il feudo fu dato da Carlo I d'Angiò a Raynaldo de Panzellis Gallico e nel 1331 passò a Filippo Stendardo. Successivamente fu donato alla regina Sancha d'Aragona, che a sua volta lo vendette a Mattia Gesualdo. Nel 1697 fu acquistato dai marchesi d'Andrea che lo mantennero fino all'eversione della feudalità.
Con la proclamazione della Repubblica Partenopea del 1799, Pescopagano divenne uno dei 14 cantoni del Dipartimento dell'Ofanto.
1861 - Brigantaggio. L'avventura iniziata nei primi giorni del novembre 1861 da parte delle formazioni capitanate da Carmine Crocco, e da José Borjes per conquistare Potenza, si esaurì il 26 novembre a Pescopagano dove la resistenza opposta dalla guardia nazionale e dai cittadini ebbe ragione degli assalitori che subirono pesanti perdite. Come in altre occasioni non fu possibile evitare il parziale saccheggio del paese, ma i gregari di Crocco preoccupati sull'approssimarsi di truppe regolari e milizie mobili cercarono di disimpegnarsi e raggiungere a gruppi il bosco di Monticchio. Qui Crocco, inseguito dalla truppa, decise di dividere le sue formazioni in piccoli nuclei autonomi. Il Borjés ormai esautorato lasciò la Basilicata tentando di raggiungere Roma. L'11 gennaio 1862 il Consiglio Provinciale della Basilicata con apposita delibera dichiarò:  "Benemeriti della Patria…anche i cittadini di Pescopagano …che con tanto coraggio e tanto patriottismo seppero difendere le mura dei padri loro." Questo “storico” riconoscimento fu rilasciato anche a Pietragalla, Avigliano e Bella.
Nel 1944 Pescopagano fu attaccato dalle truppe naziste in ritirata e dagli stessi alleati che cercavano di ostacolarne il ritorno verso il nord Italia. I bombardamenti fecero molte vittime civili e anche la Badia di San Lorenzo in Tufara e la località di Montecalvo, dove si erano rifugiato i pescopaganesi, subirono molti danni.
Fu il primo paese tra quelli dell'immediato circondario ad avere l'illuminazione pubblica sin dai primi del '900 (inoltre la centrale idroelettrica forniva energia ai comuni di Rapone, Ruvo del Monte, San Fele e altri paesi limitrofi) e l'ospedale (uno dei soli 4 centri di pronto soccorso presenti in Basilicata).
Un aspetto che ha sempre condizionato fortemente la storia di Pescopagano è la elevata sismicità dell'area in cui ricade il suo territorio. I terremoti storicamente più rilevanti furono quello del 15 gennaio 1466, quello dell'8 settembre 1694 (che distrusse quasi interamente l'abitato e fece rimaner sepolte sotto le macerie più di seicento persone) e quello del 23 novembre 1980 (che in paese provocò una ventina di vittime).

## Monumenti e luoghi d'interesse

### Architetture religiose

#### Chiesa di Montemauro
Il santuario è posto ad un'altitudine di più di 1000 metri, sulla cima di un monte chiamato di Montemauro ambiente roccioso con vegetazione, alla distanza di circa 5 km dal centro abitato di Pescopagano. Ai piedi del monte scorre il torrente Ficocchia, affluente dell'Ofanto. La Vergine viene chiamata anche di Mauriello dal nome dell'omonimo casale scomparso all'interno del quale la chiesetta sarebbe sorta. Sino all'8 settembre 1976 Pescopagano ha fatto parte della Diocesi di Sant'Angelo dei Lombardi, dopodiché è passato alla Diocesi di Melfi, Rapolla e Venosa.
Maggio era nell'antichità il mese in cui feste e riti a carattere propiziatorio salutavano l'ingresso della primavera; cadevano, infatti, in questo periodo le feste consacrate alle dee della fertilità e della fecondità. Per questo la chiesa si sforzò di sostituire a questi culti quelli della Mater Magna cristiana. Non è testimoniato qui l'uso dei "maggi", che diede vita alle feste medioevali delle Calendimaggio, da cui gli usi odierni direttamente derivano; oppure delle primitive cerimonie pagane, che celebravano il ritorno della primavera con riti diversi, quali la tradizione del "Piantar di maggio". Il mese qui non sembra godere affatto del clima festivo che pervade altri paesi; è contrassegnato, anzi, da frequenti pellegrinaggi penitenziali al santuario che sorge sul cocuzzolo di Montemauro. La chiesetta più volte ristrutturata, risale probabilmente all'XI o XII secolo e secondo lo storico locale G. Bruno, sarebbe menzionata nella Bolla inviata da Papa Innocenzo III all'Arcivescovo di Conza Pantaleone, il 3 novembre 1200, allo scopo di precisare alcune questioni attinenti ai possedimenti ecclesiastici dell'Arcidiocesi.

#### Chiesa di San Leonardo
Tra le più antiche chiese di Pescopagano, la si ritrova nel Rione di "Basso la Terra". Recentemente una pergamena, trovata nel monastero di Monte Vergine attesta che già nel 1295 la chiesa era centro di culto e che sotto il pavimento avevano sepoltura gli abitanti del borgo. Questa chiesa, apre le sue porte poche volte all'anno e precisamente per la "Novena" e la festività dell'Immacolata Concezione. Gli ultimi lavori di riparazione e restauro sono stati eseguiti nel 1914; da allora è stato ripristinato solo qualche embrice. Sull'altare maggiore era conservata una tavola dell'Immacolata, una Trinità di autore ignoto del '500 e una tela del "Martirio dei Santi Cosma e Damiano".

#### Chiesa di San Giovanni Battista
È antichissima. Da prima parrocchia, è stata in seguito assorbita dalla Chiesa Madre S. Maria de Serris. Sul frontone si individuava una lunga iscrizione da cui è possibile desumere che la chiesa sia stata edificata, per la prima volta, intorno all'anno mille (970). Dopo circa settecento anni il tetto fu distrutto da una tremenda nevicata. Pare che, successivamente, i fedeli, (abbiano ricostruita verso la fine del Seicento. Tale ipotesi è confermata dal fatto che nel suo campanile si ritrova scolpito il millesimo 1736 ed il lavabo annesso alla sacrestia riporta quello del 1746.II terremoto del 1980 ha provocato non solo gravi lesioni all'edificio ed al campanile, ma anche numerosi danni a tutte le strutture. Attualmente è del tutto restaurata ed aperta al culto.

#### Chiesa della Santissima Annunziata
Adibita e riservata all'uso del castellano del tempo che vi si recava, entrando dall'ingresso secondario posto sulla sinistra dell'altare, dopo aver percorso un sentiero di cui ancora persistono le tracce. Nei pressi del palazzo di Don Michele Pinto, nel vicolo adiacente alla chiesa, è ancora visibile un cancello con pilastri in pietra su cui sono stati scolpiti, in bassorilievo, due cappelli vescovili. Segno questo, che in una certa epoca, compresa tra 912 ed il 973, il Feudo di Pescopagano è appartenuto all'Arcivescovo di Conza.

#### Chiesa madre di Santa Maria Assunta
Tale chiesa, sebbene di data incerta, è di costruzione molto antica. Non più di un secolo fa è stata ampliata e rimodernata dall'arciprete Baldassarre Lobai, uomo di rara cultura e religioso convinto. La chiesa, prima dei sisma del 1980, era ben conservata e si sviluppava in più arcate con in fondo l'altare maggiore e due cappelle laterali per il culto, rispettivamente, del Santissimo Sacramento e di S. Francesco da Paola Patrono del paese. In questa chiesa venivano inumati i parrocchiani.Vi si possono scorgere importanti iscrizioni tra cui quella che ricorda una cerimonia di consacrazione risalente al 1727. Il coro, vera opera d'arte, eseguito dall'artista Francesco Errico fu Giuseppe e terminato nel 1877, è scomparso dopo il terremoto dell'80.

Fontana in Piazza della Vittoria

#### Chiesa dell'Incoronata
Tale chiesa, che si incontra all'imbocco della strada che porta a S. Lorenzo, fu edificata sui ruderi di un antichissimo convento di frati Agostiniani. Sebbene dedicata ai Santi Cosma e Damiano, più spesso viene chiamata dell'Incoronata, perché, in una nicchia protetta da cristallo, è collocata e venerata la statua della Madonna dell'Incoronata di Puglia, Vergine miracolosa, il cui Santuario si trova nelle vicinanze di Foggia. Il tempio si presenta con un portale in pietra dei 1837 e le sue lesene poste, agli angoli della facciata dominante, evidenziano lo stile neoclassico dell'architettura. All'interno era visibile un coro ligneo finemente intagliato ora distrutto unitamente alle mura laterali dal sisma dei 1980.

#### Chiesa del Monastero di Santa Maria delle Grazie
Il padre ministro Giovanni da Napoli accettò il suolo e la cappella donati dal Comune di Pescopagano al padre Girolamo Romula allo scopo di erigervi un convento di frati minori Conventuali. Era l'anno 1576. La cappella preesistente era dedicata ai Santi Magi. Scarse sono le informazioni circa l'aspetto originario sia della chiesa che del convento a causa dei due devastanti terremoti che, nel 1694 e nel 1910, hanno letteralmente sconvolto la zona distruggendo l'insieme. Fonti d'archivio, informano che un membro della famiglia P. Cesare Araneo prima ed in seguito il figlio Giovanni Battista Maria, edificarono "ex fundamentis" una chiesa dedicata a S. Maria delle Grazie e a S. Francesco d'Assisi sulla medesima area, in sostituzione della cappella privata di Cesare Araneo. La chiesa è stata nuovamente distrutta dal terremoto dei 1980. Di essa rimane, ed è ancora visibile, solo una  facciata (un portale barocco) pericolante.

#### Badia di San Lorenzo in Tufara e annessa chiesa
Questa abbazia è situata poco fuori dal centro abitato in contrada Tufara. Fu fondata nell'XI secolo sotto i normanni. Infatti, la sua costruzione sarebbe iniziata nel 1081 e fu portata a termine nel 1100, quando era ancor vivo l'Arcivescovo di Conza Leone (1081-1103). Dell'abbazia vera e propria non rimangono oggi che alcune rovine suggestive, accessibili a destra della chiesa proseguendo oltre un grande tiglio plurisecolare. Dopo il terremoto dell'80 il complesso (specialmente la chiesa) sono state oggetto di un esteso intervento di restauro. Dopo tale risistemazione l'area antistante è spesso utilizzata negli ultimi anni per sagre e feste paesane, in particolare, in occasione della notte di S. Lorenzo.

### Architetture civili

#### Palazzi
Nel centro storico si notano numerosi edifici gentilizi (Buldo, Marchesale, Santoro, Tullio, Pascale, Scioscia, Laviano, Quaglietta, Orlando, ecc.) costruiti nel Sette-Ottocento di stile neoclassico, con portali in pietra lavorata e raffinatamente decorata. Molti di questi edifici furono eretti dopo il terremoto del 1694, in cui la distruzione dell'abitato fu tale da dover ricostruire gran parte delle abitazioni. Il Palazzo Pascale fu costruito sopra un complesso medioevale preesistente e, nella parte orientale è ancora visibile uno dei torrioni delle antiche mura. Architettonicamente caratteristico è in Via Nazionale, il complesso dei due palazzi Laviano, uno dei quali disegnato, insieme all'annesso parco (interamente edificato negli anni 70), dal Piacentini. Da menzionare il palazzo Scioscia: di severa architettura neoclassica, con una disposizione planimetrica rettangolare, segue la pendenza di via Plebiscito e si impone, grazie alla sua posizione, come indiscusso elemento sul proscenio di Piazza Sibilla.
Il Palazzo del Municipio, è un edificio moderno costruito nel 1920. La facciata è stata in parte modificata dopo il restauro in seguito al terremoto del 1980. Nel vasto piazzale antistante ci sono, sopra una colonnina in pietra locale, la scultura in marmo di Carrara della Madonna, il Monumento ai caduti, una fontana (ultimi anni dell'Ottocento) e un Monumento dedicato a coloro che perirono durante il terremoto del 1980.

### Architetture militari

#### Castello
Un sistema di fortezze e centri fortificati doveva esistere qui in età molto antiche, tenuto conto che a Pescopagano, Montecalvo e Cairano (località situate nel circuito di Conza) trovarono rifugio, dopo la Battaglia del Volturno, i settemila Goti che si arresero poi a Narsete. Le notizie sicure sui primi feudatari abitanti del castello risalgono al 1164: al conte Gionata di Balvano. Più che di un vero e proprio castello si tratta di una roccaforte di cui è appena riconoscibile una struttura a torre in rovina. Oggi il castello, infatti, è poco più di un mucchio di macigni, coperti di edere e di rovi, accessibile tramite un percorso risistemato solo di recente, da cui è possibile godere di un'ampia vista panoramica.

## Società

### Evoluzione demografica
Abitanti censiti

### Etnie e minoranze straniere
Al 31 dicembre 2018 risultano residenti sul territorio comunale 20 cittadini stranieri.

### Tradizioni e folclore
- Ultima domenica di maggio – Festa di Montemauro con pellegrinaggio.
- 30 giugno – 2 luglio – Festeggiamenti in onore del Santo patrono San Francesco di Paola. Tradizionale "volo dell'angelo".
- 14/15 settembre – Festa di San Gerardo Maiella.
- Fiere del 25 marzo / 2 luglio / 15 settembre.

## Cultura

### Istruzione

#### Biblioteche
La biblioteca comunale è intitolata a "Giovanni Pinto". Fin dal 1888 nel comune è stata operante una biblioteca aperta al pubblico, grazie all'opera benefattrice del giureconsulto Giovanni Pinto, nato a Pescopagano il 15 gennaio 1802 e deceduto in Cerignola il 13 luglio 1888, il quale, in sua morte, effettuò un lascito testamentario oltremodo cospicuo, disponendo la creazione di un'Opera Pia sotto il titolo di 'Pio Monte S. Giuseppe"; detto Ente morale doveva provvedere alla beneficenza ed alla pubblica istruzione in favore dei ceti meno abbienti, ed a tal fine era stata prevista la creazione di un orfanotrofio, di un ospizio per anziani, la costituzione di peculi dotali per il maritaggio delle giovani povere.
Al completamento del ciclo di istruzione elementare con la istituzione della 4ª e 5ª classe, oltre che di una scuola di istruzione professionale per giovanette; tra le opere realizzate con il lascito del fondatore dell'Opera Pia, venne istituita ed aperto al pubblico una Biblioteca la cui dotazione libraria era costituita in origine dai numerosissimi volumi lasciati dallo stesso benefattore ed arricchita nel corso del tempo, da altri lasciti e donazioni, fino a raggiungere le dimensioni di oltre 2000 volumi; detta biblioteca è stata opportunamente frequentata da numerose generazioni, divenendo luogo di ritrovo e di elevazione e promozione culturale per un numero elevatissimo di giovani e di studenti.
Fino a tutti gli anni '50 del 1900, quando smise di funzionare per il venir meno di fondi dell'Opera Pia, per mancanza di personale e per la inattività del consiglio di amministrazione dell'Ente Morale; successivamente, nella seconda metà degli anni '70, l'amministrazione comunale provvide ad effettuare la catalogazione del patrimonio librario e ad ampliare sensibilmente il numero di volumi esistenti, ammodernandone la dotazione con numerosi testi di attualità, fino a pervenire alla sua nuova apertura negli storici locali della biblioteca del Pio Monte in Via dottor Luca Araneo, 13, nell'anno 1979.
A seguito dei tragici eventi sismici del 23 novembre 1980, la biblioteca venne momentaneamente chiusa per i danni subiti dallo storico immobile e dallo stesso patrimonio librario; in applicazione della legge regionale n. 18/'85, l'Ente Morale venne sciolto ed il suo patrimonio passò nella titolarità del comune, ivi compreso l'intera dotazione libraria ed i beni immobili; nel 1994 la allora amministrazione comunale, dopo aver proceduto al restauro dei volumi superstiti ed a completare la ricostruzione dell'originario immobile sede della biblioteca, dispose il trasferimento della intera dotazione libraria, degli arredi e delle suppellettili all'interno della sede storica.
Dopo anni di oblio, silenzio e disinteresse, l'amministrazione ha disposto che venisse completata la catalogazione dei libri esistenti in dotazione e si è determinata a provvedere alla riapertura definitiva al pubblico della biblioteca comunale in data 12 novembre 2002, dotandola di moderni servizi informatici e telematici, nonché del personale necessario alla tenuta ed alla distribuzione dei libri.

#### Musei
Il museo d'arte sacra parrocchiale custodisce sculture di legno e di marmo, dipinti, paramenti sacri e un settore miscellaneo che raccoglie la memoria della comunità cristiana. Il ricco patrimonio storico-artistico proviene dalle varie chiese pescopaganesi distrutte o gravemente danneggiate dal sisma del 1980 e comprende opere (recuperate e in parte restaurate) databili dal Cinquecento ai primi anni del Novecento. Da notare le pregevoli sculture del Cinquecento: un Cristo Crocifisso e la Madonna della Neve.

## Economia
Pescopagano risulta essere, in proporzione per popolazione, al quarto posto tra i paesi lucani con più alto reddito medio dichiarato (redditi Irpef 2011); l'economia del comune è prevalentemente basata sul terziario. Pescopagano ha un'antica tradizione bancaria: nel 1883 ci fu la fondazione della Banca Operaia Cooperativa di Pescopagano, seguita, a distanza di poche settimane, dalla fondazione di un secondo istituto di credito denominato Banca Popolare Cooperativa di Pescopagano. Quest'ultima, prima di essere assorbita a metà degli anni '90 (come anche la prima) da altri istituti bancari, risultava essere una delle prime dell'intero Mezzogiorno. Negli ultimi venti anni l'economia di Pescopagano, come di altri paesi dell'area, è fortemente influenzata dagli stabilimenti della FIAT di Melfi e del suo indotto, in particolare, per quanto concerne gli aspetti occupazionali.

### Banca Popolare Cooperativa di Pescopagano
La Banca Popolare Cooperativa di Pescopagano, il cui atto costitutivo viene stipulato il 2 settembre 1883 davanti al notaio Donatantonio Buldo e ai testimoni Giambattista Araneo e Carlo Salminci, contadino, incomincia a funzionare il 2 dicembre dello stesso anno, sotto la direzione dell'avv. Fabrizio Laviano. Questi, affiancato dal cav. Pietro Tullio, con funzioni di cassiere, rivela notevoli capacità tecniche ed amministrative, infatti, grazie al suo impegno, il numero degli azionisti, mediante una sottoscrizione del capitale sociale, si estende in poco tempo.
Nel periodo dal 1883 al 1891 i depositi (provenienti soprattutto dagli emigranti d'America) e il patrimonio sociale crescono in maniera rilevante. Limitati sono, invece, gli investimenti per la scarsità di richieste. Negli anni dal 1892 al 1900, la Banca, data la particolare condizione economica locale, non ha un andamento tranquillo. Al 31 dicembre 1915 il bilancio si chiude così: attivo, lire 1.197.855,38; passivo, lire 1.188.831,65; utile netto, lire 9.023,73. Gli utili netti: agli azionisti(3,50 per azione), lire 3.517,50; alla riserva ordinaria, lire 902,37; alla riserva straordinaria, lire 2.000; a disposizione del Consiglio di amministrazione, lire 2.603,86.
Essa comunque riesce “ad assolvere al suo compito in maniera onorevole senza mai dover ricorrere ad infliggere danni o insanabili perdite patrimoniali ai privati nelle occasioni in cui furono necessarie le pratiche giudiziarie per ottenere il recupero dei capitali anticipati”. L'azione positiva svolta dalla Banca Popolare Cooperativa di Pescopagano viene riconosciuta con l'assegnazione di una Medaglia d'oro all'Esposizione Internazionale di Milano (1906) e inoltre portò il nome di questo piccolo centro nel palcoscenico della Serie A di Calcio, dove la Banca sponsorizzava le divise del US Foggia, cosa impensabile per un paese di duemila anime.
In seguito, il palazzo nobiliare della famiglia Rubini venne acquistato dalla banca che lo adibì a sede sociale fino al 1992, dopodiché subentrò la Banca Mediterranea e dopo tortuosi giri le quote azionarie sono andate alla Banca Popolare di Bari che ha dato vita alla Nuova Banca Mediterranea e attualmente rinominata Banca Popolare di Bari. La sede attuale della Banca è in un locale in affitto situato dopo l'arco della Banca Operaia Cooperativa di Pescopagano sulla sinistra.

### Banca Operaia Cooperativa di Pescopagano
L'atto costitutivo della Banca Operaia Cooperativa di Pescopagano porta la data dell'11 agosto 1883; nel rogito del notaio Giuseppe Salernitano di Napoli sono costituiti l'avvocato Pasquale Laviano con i germani Giuseppe e Camillo e questi ultimi a nome proprio e di altri interessati alla società, gli altri germani Giovanni Francesco e Diodato e altri ventinove soci, che avevano già versato la tassa di ammissione di lire cinque, in tutto trentaquattro soci, di cui undici fondatori, tutti nativi di Pescopagano.
La società, costituita per «l'incoraggiamento alle arti, all'industria e al commercio», ebbe tra i soci fondatori ben sei esponenti della famiglia Laviano, l'altro gruppo di questa ricca famiglia di Pescopagano, intorno a cui si aggiunsero le famiglie Miele, Bavosa, Rubini, Rubinetti, Scioscia, con il progetto iniziale di tener ristretto a gruppi locali il patrimonio della cooperativa, a differenza del programma di Fabrizio Laviano, che aveva, sin dall'inizio, favorito l'allargamento della Popolare agli altri paesi della valle dell'Ofanto. Il gruppo Laviano sottoscrisse 60 azioni del valore di L. 50 ciascuna, venti azioni furono sottoscritte dal dottor Francesco Paolo Bavosa e da una a sei azioni furono sottoscritte dagli altri soci, due avvocati, quattro farmacisti, due negozianti, due proprietari, un caffettiere, un orefice, un contadino.
Il capitale sociale della Banca al momento della sottoscrizione ammontava a lire 7.870, formato dal valore nominale delle azioni sottoscritte (7.700 lire) e dalla tassa di ammissione alla società pari a 170 lire. Primo direttore della Banca Operaia Cooperativa di Pescopagano venne nominato l'avvocato Pasquale Laviano. La sede attuale della Banca Operaia Cooperativa di Pescopagano è ancora la stessa dell'epoca, che adesso porta il nome di Banca Popolare di Novara.

### Ospedale "San Francesco di Paola"
Pescopagano è sede di un ospedale ortopedico specializzato sede staccata dell'azienda ospedaliera San Carlo di Potenza. 

## Infrastrutture e trasporti

### Strade
Il comune è attraversato dalla strada statale 7 Via Appia.

### Ferrovie
Il comune è servito dalla stazione di Calitri-Pescopagano, sulla ferrovia Avellino-Rocchetta Sant'Antonio, attiva per soli treni storici e/o turistici.

## Amministrazione
| Periodo        | Periodo        | Primo cittadino     | Partito                            | Carica  | Note   |
| -------------- | -------------- | ------------------- | ---------------------------------- | ------- | ------ |
| 14 giugno 1999 | 14 giugno 2004 | Fernando Schettini  | Lista civica                       | Sindaco | [ 13 ] |
| 14 giugno 2004 | 31 marzo 2009  | Fernando Schettini  | Lista civica                       | Sindaco | [ 13 ] |
| 8 giugno 2009  | 26 maggio 2014 | Giuseppe Araneo     | Lista civica                       | Sindaco | [ 14 ] |
| 26 maggio 2014 | 27 maggio 2019 | Crescenzo Schettini | Lista civica "Dateci fiducia"      | Sindaco | [ 15 ] |
| 27 maggio 2019 | in carica      | Giovanni Carnevale  | Lista civica "Pescopagano risorge" | Sindaco | [ 16 ] |

## Sport

### Calcio
Nel 1926 si ha la costituzione ufficiale della Unione Sportiva Pescopaganese, una delle primissime formazioni calcistiche lucane. Dopo una serie di tornei disputati sul campo sportivo "Pascone" nell'immediato secondo dopoguerra, con l'avvento del comitato lucano iniziarono i primi campionati ufficiali della lega dilettantistica di Basilicata. 
Pescopagano è sede principale della manifestazione "Ofantiadi - Giochi tra Comuni", manifestazione sportiva realizzata sulla falsariga dei giochi olimpici, con gare d'atletica leggera, basket, pallavolo, tennis, nuoto e sport non convenzionali quali tiro alla fune, braccio di ferro e quiz di cultura generale.